# Leigu (köpinghuvudort i Kina, Hubei Sheng, lat 32,37, long 109,92)
Leigu (kinesiska: 擂鼓, 擂鼓镇) är en köpinghuvudort i Kina. Den ligger i provinsen Hubei, i den centrala delen av landet, omkring 460 kilometer nordväst om provinshuvudstaden Wuhan. Antalet invånare är 25 034. Befolkningen består av 11 730 kvinnor och 13 304 män. Barn under 15 år utgör 17,0 %, vuxna 15-64 år 71 %, och äldre över 65 år 11,0 %.
Runt Leigu är det ganska tätbefolkat, med 108 invånare per kvadratkilometer. Närmaste större samhälle är Shuiping, 12,8 km sydväst om Leigu. I omgivningarna runt Leigu växer i huvudsak blandskog.
Genomsnittlig årsnederbörd är 1 072 millimeter. Den regnigaste månaden är september, med i genomsnitt 177 mm nederbörd, och den torraste är december, med 5 mm nederbörd.